# Anna Maria Tugas i Masachs
Anna Maria Tugas i Masachs, anomenada en els registres esportius Ana María Tugas o Ana Tugas, (Badalona, 7 d'abril de 1911-Barcelona, 28 d'agost de 2015) va ser una atleta catalana de la dècada de 1930, campiona de Catalunya i d'Espanya en la modalitat de llançament de pes i de javelina en diversos anys.

## Biografia
Brodadora de professió. Fou iniciada en l'atletisme pels seus dos germans, Felip i Josep, que també foren atletes destacats, campions d'Espanya en alguns proves d'atletisme. El 1928, quan tenia 17 anys, va començar els primers entrenaments de llançament de pes, disc i javelina al Club de Futbol Badalona. Va ser la primera dona atleta en representar el club badaloní arreu de Catalunya i d'Espanya, i també la primera que obtingué una llicència de la Reial Confederació Espanyola d'Atletisme.
Va participar en els primers campionats femenins d'atletisme espanyols organitzats per la Societat Atlètica de Madrid. Se celebraren a la capital espanyola el 24 d'octubre de 1931, i va quedar primera en la competició, quelcom que va fer que fos rebuda i felicitada per Francesc Macià al Palau de la Generalitat. Hi seguí participant en els següents anys fins al 1936. A les competicions era especialista en diverses proves de llançament, però va destacar especialment en la de pes. Fou campiona de llançament a Catalunya de 1931 a 1936, i d'Espanya el 1931, el 1933 i el 1935; també fou campiona de javelina el 1935 i de disc el 1936, amb una marca de 22,97 metres. En la modalitat de pes, de fet, es va convertir en una recordwoman de Catalunya i d'Espanya, de 1931 a 1936, la seva marca va passar dels 8,19 als 9,77 metres; la marca no seria superada per una altra atleta fins al 1966.
El 1933 formà part de l'equip català que va anar a Albí i, per la seva destacada actuació, la federació francesa d'atletisme li va imposar la Medalla de Joana d'Arc. Després del campionat del 1936 s'incorporà al grup d'atletes femenines de Palestra, dirigit per Pompeu Fabra, per participar en l'Olimpíada Popular, que finalment no se celebrà.
Va finalitzar la seva carrera amb l'esclat de la guerra civil espanyola el 1936, poc després dels campionats d'Espanya d'aquell any. La seva carrera, tot i que curta fou brillant, i el 1987 li valgué un reconeixement públic, la Generalitat de Catalunya li va atorgar una medalla de Forjador de la Història Esportiva de Catalunya, que es lliurava aquell any per primera vegada. D'altra banda, la ciutat de Badalona la va homenatjar atorgant-li un carrer a la ciutat, al barri de Montigalà, en acord aprovat el 1992, poc abans dels Jocs Olímpics de Barcelona.

## Palmarès
Campiona de Catalunya
- Llançament de pes: 1931, 1932, 1933, 1934, 1935, 1936
- Llançament de javelina: 1936

Campiona d'Espanya
- Llançament de pes: 1931, 1933, 1935
- Llançament de javelina: 1935